# Базарова, Айша Гаджияв кызы
Айша Гаджияв кызы Базарова (азерб. Ayişə Hacıyov qızı Bazarova; 1921, Мешашамбул — 1998, там же) — советский азербайджанский табаковод, Герой Социалистического Труда (1949).

## Биография
Родилась в 1921 году в селе Мешашамбул Закатальского уезда Азербайджанской ССР (ныне Белоканский район).
С 1936 года колхозница, звеньевая колхоза имени Низами Белоканского района. В 1948 году получила урожай табака сорта «Трапезонд» 25,2 центнеров с гектара на площади 3,2 гектар, в 1951 году Базарова получила 26 центнеров урожая с гектара, в 1954 году на площади 6 гектаров табаковод получила по 26 центнеров с гектара табака и 75 килограмм шёлка с каждого шелкопряда. В 1955 году звено, возглавляемое Базаровой, получило с каждого гектара по 35 центнеров табака, а с каждого шелкопряда 80 килограмм шёлка. В работе Айша Базарова зарекомендовала себя как хороший и трудолюбивый агитатор, хозяйственник и организатор.
С 1957 года председатель исполкома Мешашамбульского сельского Совета депутатов трудящихся, с 1961 года колхозница колхоза имени Низами Белоканского района, с 1969 года председатель исполкома Гайсинского сельского Совета депутатов трудящихся.
Указом Президиума Верховного Совета СССР от 1 июля 1949 года за получение в 1948 году высоких урожаев табака Базаровой Айше Гаджияв кызы присвоено звание Героя Социалистического Труда с вручением ордена Ленина и золотой медали «Серп и Молот».
Активно участвовала в общественной жизни Азербайджана. Член КПСС с 1950 года. Депутат Верховного Совета Азербайджанской ССР 3-го и 4-го созывов.
Скончалась в 1998 году в родном селе.